# Trooper 77
Trooper 77 é um seriado estadunidense de 1926, gênero aventura, dirigido por Duke Worne, em 10 capítulos, estrelado por Herbert Rawlinson, Hazel Deane e Jimmy Aubrey. Foi produzido e distribuído pela Rayart Pictures Corporation, e veiculou nos cinemas estadunidenses a partir de novembro de 1926.
Este seriado é considerado perdido.

## Elenco
- Herbert Rawlinson	 ...	Steve Manning / Oficial 77
- Hazel Deane	 ...	Mary Stanhop
- Jimmy Aubrey	 ...	Mike Riordan
- Duke Worne	 ...	Phil Manning
- Ruth Royce	 ...	Claire Gorday
- Thomas G. Lingham	 ...	Robert Kincaid

## Seriado no Brasil
Trooper 77 estreou no Brasil em 30 de outubro de 1927, no Cine América, em São Paulo, sob o título “O Oficial 77”.